# La Màquina

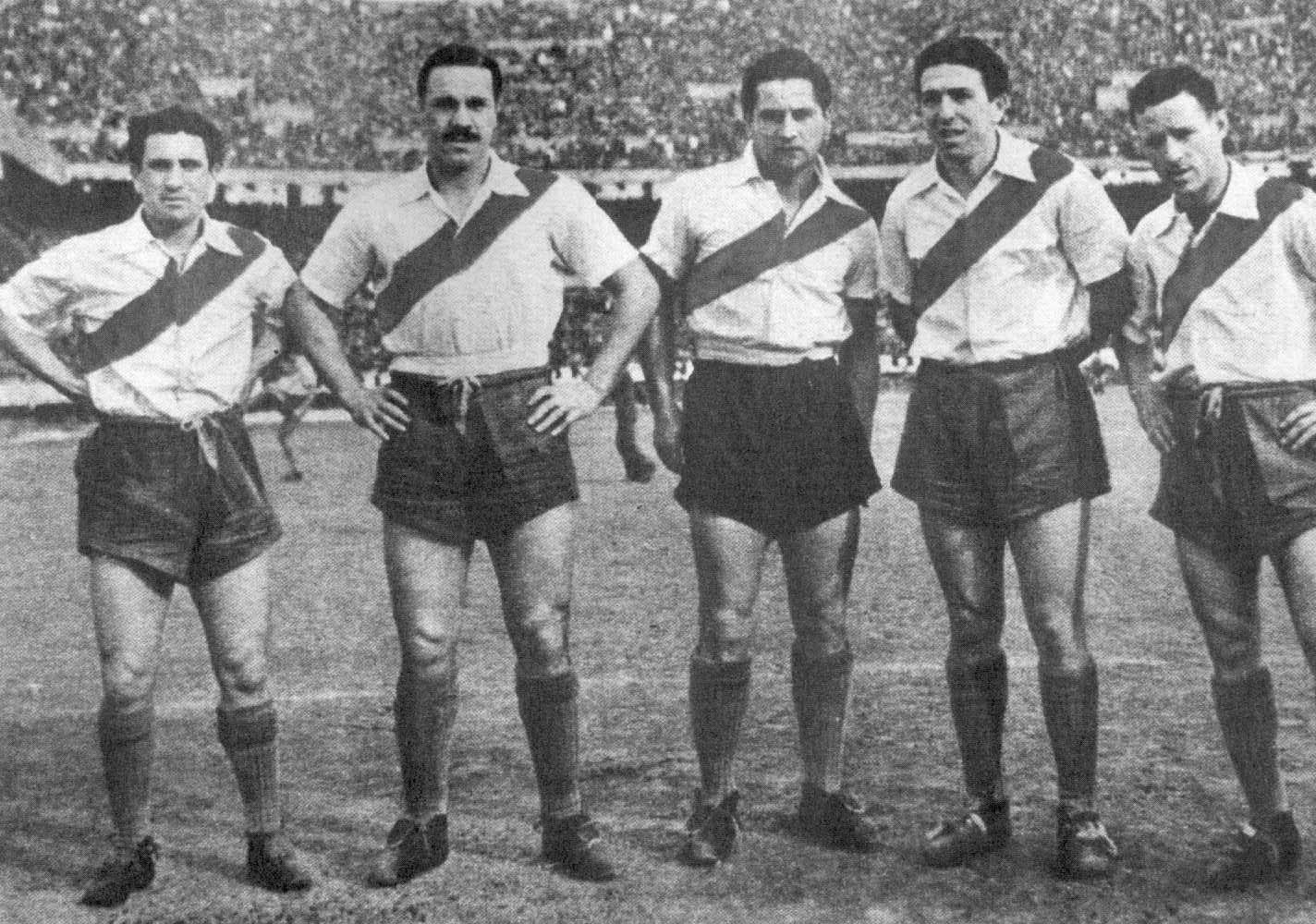
La Máquina: Muñoz, Moreno, Pedernera, Labruna i Loustau

La Màquina fou el sobrenom amb què fou coneguda la davantera del club Club Atlético River Plate dels anys 1940.
Feien un futbol d'atac molt vistós. Sovint són considerats predecessors del futbol total d'Holanda dels anys 70. Guanyaren 4 títols de lliga argentins.
Els cinc components d'aquesta davantera foren Juan Carlos Muñoz, José Manuel Moreno, Adolfo Pedernera, Ángel Labruna i Félix Loustau. Moreno i Muñoz jugaven a la dreta, Pedernera era el davanter centre i Labruna i Lostau jugaven a l'esquerra. A la banqueta foren dirigits per Renato Cesarini primer i José Minella després.
El sobrenom de La Màquina va ser popularitzat per Ricardo Lorenzo Rodríguez, important periodista esportiu de la revista El Gráfico, per celebrar la perfecta coordinació entre els davanters.
La primera actuació de la formació va ser el 28 de juny de 1942, al Monumental, davant Platense, amb un triomf per 1 a 0, i on Loustau va substituir per primera vegada a Aristóbulo Luis Deambrossi com a davanter esquerre. Alfredo Di Stefano s'uní a l'equip a mitjans dels 40 i fou considerat com el suplent de José Manuel Moreno.